# دنیل پرل (فیلم‌بردار)
دنیل پرل (انگلیسی: Daniel Pearl؛ زادهٔ ۱۹۵۱) فیلم‌بردار اهل ایالات متحده آمریکا است. وی از سال ۱۹۷۴ میلادی تاکنون مشغول فعالیت بوده‌است.

## فیلم‌شناسی
- کشتار با اره‌برقی در تگزاس (۱۹۷۴)
- مدونا: راستی یا شهامت (۱۹۹۱)
- کشتار با اره‌برقی در تگزاس (۲۰۰۳)
- جمعه سیزدهم (۲۰۰۹)
- شبح (۲۰۱۲)
- پسر (۲۰۱۶)